# جنگ ائتلاف چهارم
جنگ ائتلاف چهارم (به انگلیسی: War of the Fourth Coalition)، جنگی است از سال ۱۸۰۶ تا ۱۸۰۷ بین فرانسه و ائتلافی از دولت‌های اروپایی که با پیروزی فرانسه همراه بود و معاهده تیلسیت امضا شد.